# Okapiinae
Okapiinae – podrodzina ssaków z rodziny żyrafowatych (Giraffidae).

## Podział systematyczny
Do podrodziny należy jeden występujący współcześnie rodzaj:
- Okapia Lankester, 1901 – okapi – jedynym przedstawicielem jest Okapia johnstoni (P.L. Sclater, 1901) – okapi leśne

Opisano również rodzaje wymarłe:
- Afrikanokeryx J.M. Harris, Solounias & Geraads, 2010[6] – jedynym przedstawicielem był Afrikanokeryx leakeyi J.M. Harris, Solounias & Geraads, 2010
- Csakvarotherium M. Kretzoi, 1930 – jedynym przedstawicielem był Csakvarotherium hungaricum M. Kretzoi, 1930
- Ua Solounias, S. Smith & Rios Ibáñez, 2022[7] – jedynym przedstawicielem był Ua pilbeami Solounias, S. Smith & Rios Ibáñez, 2022